# Grand Bay (Alabama)
Pour les articles homonymes, voir Grand Bay.
Grand Bay est un census-designated place situé dans l’État américain de l'Alabama, dans le comté de Mobile.

## Démographie
| 1980  | 1990  | 2000  | 2010  | - | - |
| ----- | ----- | ----- | ----- | - | - |
| 3 185 | 3 383 | 3 918 | 3 672 | - | - |